# Jan Ullrich
Jan Ullrich (* 2. prosince 1973, Rostock, Německo) je bývalý německý profesionální cyklista.

## Sportovní kariéra
Je vítězem Tour de France z roku 1997, kromě toho v tomto závodě skončil pětkrát druhý (v letech 1996, 1998, 2000, 2001 a 2003) a jednou třetí (v roce 2005). V roce 2006, po ukončení kariéry Lance Armstronga, se čekal Ullrichův útok na druhé vítězství v Tour de France, ale byl obviněn z dopingu. Svou stájí T-Mobile byl stažen ze závodu a později propuštěn. 26. února 2007 ukončil kariéru.
Kromě trofejí v Tour de France vyhrál Ullrich mimo jiné také etapový závod Vuelta a España v roce 1999 nebo Tour de Suisse v letech 2004 a 2006. Je též držitelem zlaté olympijské medaile ze závodu s hromadným startem na letních olympijských hrách v Sydney v roce 2000. Na téže olympiádě skončil v časovce druhý.
V únoru 2012 byl arbitrážním soudem shledán vinným z užívání dopingu a odsouzen zpětně ke ztrátě všech svých výsledků od 1. května 2005. Ullrich tak přišel o vítězství v Tour de Suisse z roku 2006 a třetí místo v Tour de France z roku 2005.

## Rodina
Je ženatý a má dceru z prvního manželství (s Gaby Weissovou).